# Al-Muthanna
Al-Muthanna is de op een na grootste provincie in Irak en is ongeveer anderhalf keer zo groot als Nederland. Er wonen zo'n 1.035.000 mensen, waarvan de meerderheid sjiiet is. De hoofdstad is As-Samawah.
Na de bezetting van Irak door de Amerikaans-Britse troepen in 2003, werd het land feitelijk bestuurd door de Stabilisation Force Iraq (SFIR). Van juli 2003 tot april 2005 ondersteunden ruim 1300 Nederlandse militairen het SFIR-bestuur van de provincie al-Muthanna.